# Qanun (lei)
- Este artigo foi inicialmente traduzido, total ou parcialmente, do artigo da Wikipédia em inglês cujo título é «Qanun (law)».

Qanun é uma palavra árabe (derivada do grego antigo : κανών : kanōn e que também é a raiz da palavra "cânone") e esta pode referir-se a leis estabelecidas por soberanos muçulmanos, em particular o corpo de leis administrativas, econômicas e penais promulgadas pelos califas e sultões. É, portanto, frequentemente traduzida como "lei dinástica muçulmana".
No entanto, algumas mudanças semânticas recentes levaram a colocar xaria, o corpo de leis elaborado por muçulmanos juristas, como sinônimo de lei (qanun) nos estudos da jurisprudência islâmica.